# Fairies Wear Boots
«Fairies Wear Boots» es una canción de la banda británica de heavy metal Black Sabbath, de su álbum de 1970, Paranoid.

## Composición
En las notas del box-set Black Box: The Complete Original Black Sabbath (1970–1978), Tony Iommi declara que la canción se basó en un incidente que tuvieron Geezer y Ozzy mientras fumaban cannabis, y experimentaron una alucinación en la que vieron hadas con botas corriendo en un parque. Estos los llevó a escribir la canción "Fairies Wear Boots". Pero en el documental de 2010 Classic Albums: Black Sabbath's Paranoid, el bajista de la banda, Geezer Butler, afirma que Ozzy Osbourne compuso la letra después de que un grupo de skinheads en Londres lo llamara "hada" debido a su largo cabello. En una entrevista publicada en marzo de 2015 en la revistaGuitar World, Butler situó el origen del tema en un concierto que dieron en la localidad de Weston-super-Mare (condado de Somerset en Inglaterra), a raíz de una pelea con unos skinheads. Sin embargo, el mismo Butler también afirmó que las letras de Ozzy a menudo se disparaban en tangentes al azar, y que la segunda mitad de la canción trataba sobre el LSD. Osbourne, en el mismo documental, dijo que escribió la letra sobre el LSD. Y en 2004, en la autobiografía de Osbourne I Am Ozzy, este declaró que no recordaba sobre qué se escribió la canción. 
En las copias originales estadounidenses de 1970 del álbum Paranoid, la introducción de la canción figuraba bajo el título "Jack the Stripper", quedando como "Jack the Stripper / Fairies Wear Boots".
La canción ha sido clasificada como la undécima mejor canción de Black Sabbath por el autor Christoph Rehe.
La canción también aparece en el compilado We Sold Our Soul for Rock 'n' Roll.

## Personal
- Ozzy Osbourne – voz
- Tony Iommi – guitarra
- Geezer Butler – bajo
- Bill Ward – batería